# Giovanni's Room Bookstore
Giovanni's Room Bookstore (cuya traducción literal al español es «Librería la Habitación de Giovanni») ha sido considerada la librería gay más antigua de Estados Unidos y el «centro de la Filadelfia gay». Fundada en 1973 en Filadelfia, la librería Giovanni's Room recibió su nombre de la novela gay de James Baldwin titulada Giovanni's Room. 

## Historia
Tom Wilson Weinberg, Dan Sherbo y Bern Boylethe abrieron Giovanni's Room en 1973 en la manzana 200 de la calle South. La tienda fue cerrada poco después debido a que el dueño del local era homófobo. Hermance y Arleen Oshan pagaron 500$ por la librería en 1976. Posteriormente, la tienda se trasladó al número 1426 de la calle Spruce, pero de nuevo fue obligada a cerrar por el dueño del local. Giovanni's Room consiguió el apoyo de la comunidad gay y lésbica de la ciudad y finalmente pudo trasladarse a la esquina de la calle 12 con Pine, en pleno barrio gay de Filadelfia, en un edificio construido en 1820. Las fuerzas del mercado afectaron con fuerza a la librería, sobre todo la aparición de Amazon.com, que ha afectado especialmente a librerías gais. Las ventas comenzaron a declinar hacia 1992 y la librería acabó por no ser rentable.
En abril de 2014, el que había sido dueño de la librería durante 38 años, Ed Hermance, anunció que se jubilaba, plan que incluía la venta de la tienda y sus dos edificios. La tienda cerró el 17 de mayo de 2014. Se ha encontrado un nuevo inquilino, el Philly AIDS Thrift, una tienda de objetos de segunda mano de beneficencia a favor del sida, y la librería, con el mismo nombre, se reabrirá antes de finales de otoño 2014.
El Pennsylvania Historical and Museum Commission inauguró una placa el domingo 15 de octubre de 2011 para conmemorar el edificio en el que se encontraba la librería, como la librería gay más antigua de América en funcionamiento.